# Laccocephalum mylittae
Laccocephalum mylittae är en svampart som först beskrevs av Cooke & Massee, och fick sitt nu gällande namn av Núñez & Ryvarden 1995. Laccocephalum mylittae ingår i släktet Laccocephalum och familjen Polyporaceae.   Inga underarter finns listade i Catalogue of Life.